# POSSIBILITY
POSSIBILITY（ポッシビリティー）は日本のミクスチャー・ロックバンドである。1999年神奈川県藤沢市にて結成。2007年メジャーデビュー。2010年メジャー契約終了にてEIG、KAZU-Oが脱退。下降気味だったことから活動が休止状態となり、メンバーはソロ活動を行っていた。

## メンバー
- 43K（MC）
- EIG（MC）※2010年12月脱退 2013年3月復帰
- SHIMADA（ベース）
- HAYATO（ドラム）
- オオハシヒロユキ（ギター）※2013年3月加入

## 元メンバー
- KAZU-O（ギター）2010年12月28日ブログにて脱退を発表

## ディスコグラフィー

### シングル

#### インディーズ
| 枚  | 発売日        | タイトル    |
| --- | ------------- | ----------- |
| 1st | 2002年3月23日 | POSSIBILITY |
| 2nd | 2003年9月6日  | mornin'     |
| 3rd | 2004年4月28日 | Myself      |
| 4th | 2005年7月20日 | ヒマワリ    |

#### メジャー
| 枚  | 発売日         | タイトル     |
| --- | -------------- | ------------ |
| 1st | 2007年2月14日  | NAME/Runner  |
| 2nd | 2007年6月27日  | 恋愛の十ヶ条 |
| 3rd | 2007年11月14日 | lovely days  |
| 4th | 2008年5月28日  | sanagi       |
| 5th | 2010年1月20日  | サヨナラ     |

### ミニアルバム
| 枚  | 発売日         | タイトル          |
| --- | -------------- | ----------------- |
| 1st | 2002年11月23日 | Thanks Giving Day |

### アルバム
1. Now or Never（2004年7月22日）音風Records
  1. Gift
  2. summer time
  3. Myself
  4. あの季節に咲いた花
  5. perfect world
  6. 絆
  7. RPG
  8. 初恋スポイラー
  9. 手帳
  10. Night Light Insect
  11. walk
2. shine（2005年9月14日）音風Records
  1. Radio Radio
  2. ヒマワリ
  3. 終わらないMUSIC
  4. This Love
  5. Day Light Believer
  6. 赤い海辺
  7. R134
  8. 君のために
  9. 希望列車
  10. This is my way
3. New World（2008年10月08日）MASTERSIX FOUNDATION
  1. new world
  2. sanagi
  3. lovely days
  4. lost music feat. Kj(Dragon Ash) & Shun(SBK)
  5. Runner
  6. 幸せになろう
  7. I like it
  8. 134-16 feat. PASSER(LOONIE)
  9. Mr.遅刻マン
  10. 小さなココロ
  11. NAME
  12. 恋愛の十ヶ条
  13. Cheap song
  14. No music, no more life feat. Aaron(START FROM SCRATCH)
  15. 夢花

### 参加作品
1. Dragon Ash「HARVEST」（2003年7月23日）
5.United Rhythm feat.43K,EIG

1. LOUD 69 PUNX「HOUSE OF PUNX」（2007年6月20日） 
9.kizuna feat 43K,EIG,MOTEKI,ANIMAL-K

## タイアップ
- Night Light Insect･･･テレビ朝日系「ぷらちなロンドンブーツ」エンディングテーマ
- Gift･･･高校野球予選「甲子園の道」テーマ曲
- walk･･･テレビ朝日「やぐちひとり」エンディングテーマ
- ヒマワリ･･･全国高校野球地区予選テーマ曲
- 恋愛の十ヶ条･･･「音楽戦士 MUSIC FIGHTER」2007年5月度エンディングテーマ
- sanagi･･･TVアニメ「銀魂」2008年4月期エンディングテーマ